# 普魯士海軍
普魯士海軍（德語：Preußische Marine），正式名稱為普魯士王家海軍（德語：Königlich Preußische Marine），是1701年到1867年间普魯士王國的海軍。
1701年，霍亨索倫家族治下的普鲁士公国升格为普鲁士王国，勃蘭登堡-普魯士共主邦聯法理上仍然存在，但实际中勃兰登堡侯国已经被当作普鲁士王国的一部分，因此原勃蘭登堡海軍亦转型为普鲁士海军。在存在期间，普魯士海軍參加了幾場戰爭，但主要作為商船海軍活躍，因为普鲁士的军事中心一直在普鲁士陆军上。1867年普魯士加入北德意志聯邦後，普魯士海軍解散，其海軍力量併入北德意志邦联海军。